# Wilhelm von Kleydorff
Wilhelm Franz Otto von Kleydorff (* 15. Juli 1871 in Niederwalluf; † 31. Juli 1914 auf Hohenwehrda in Wehrda, Hessen) war der zweite Sohn des Prinzen Emil zu Sayn-Wittgenstein-Berleburg (1824–1878) und dessen zweiter Gemahlin, Camilla von Kleydorff (1838–1902).

## Abstammung
Wilhelms Mutter, geborene Camilla Stefańska, war eine polnische Balletttänzerin einfacher Herkunft und somit nicht standesgemäß. Prinz Emil hatte sie wohl kennengelernt, als sie im Frühjahr 1868 in Sankt Petersburg die Giselle tanzte. Großherzog Ludwig III. von Hessen-Darmstadt erhob sie eine Woche vor ihrer Eheschließung als Freifrau von Kleydorff in den Adelsstand, um so dem Prinzen die Ehe mit ihr zu ermöglichen. Die Nachkommen der beiden trugen den neuen Namen der Mutter. Aus der Ehe Wittgenstein/Kleydorff entsprossen drei Söhne: Ludwig von Kleydorff (1869–1918), Wilhelm von Kleydorff (1871–1914) und Emil von Kleydorff (1874–1949). Emil wurde unter dem Künstlernamen Franz Egenieff ein bekannter Opernsänger und Filmschauspieler.

## Leben

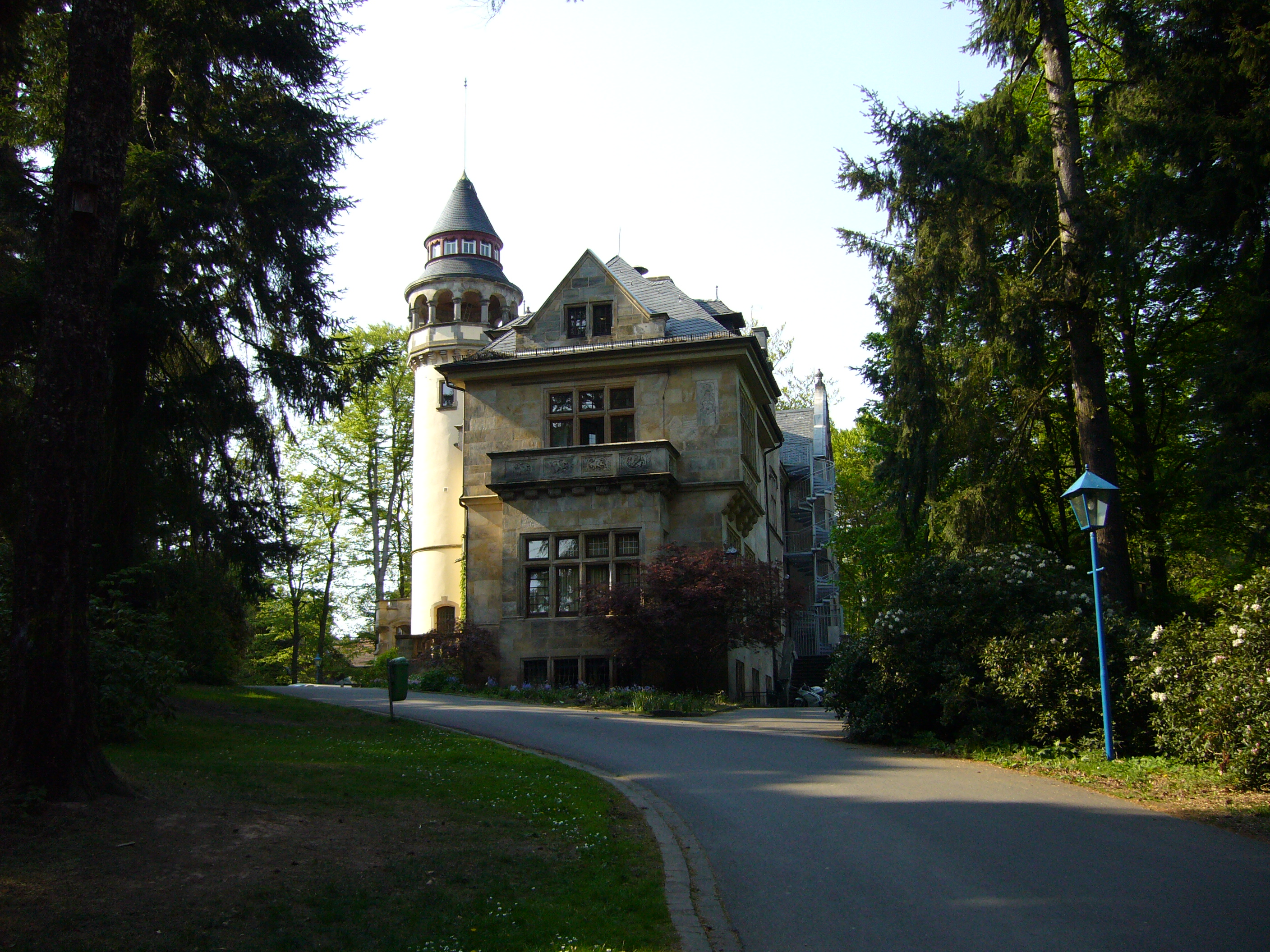
Schloss Hohenwehrda (2007)

Wilhelm von Kleydorff heiratete 1894 die Industriellentochter Lilli Marie Emilie Benckiser (1869–1961), die Tochter von August Benckiser. Die Ehe blieb kinderlos. In den Jahren 1900/1901 baute er sich auf einer Anhöhe über der Haune bei Wehrda im heutigen Landkreis Hersfeld-Rotenburg (Hessen) in nachempfundenem Renaissance-Stil das Schloss Hohenwehrda und lebte dort bis zu seinem Tod. Seine Witwe verkaufte das Schloss an die Hermann-Lietz-Schule. Seit 1941 befindet sich darin die Hermann-Lietz-Schule Schloss Hohenwehrda.
In Wehrda wurde Wilhelm von Kleydorff im Volksmund der Fürst von Kleydorff genannt.